# Baby, I Love Your Way
"Baby, I Love Your Way" es un sencillo compuesto e interpretado por el cantante británico Peter Frampton, lanzado en 1975 e incluido en su cuarto álbum de estudio, Frampton. La canción empieza como transición de la pista anterior: Nassau. En 1976 publicó un álbum en directo titulado Frampton Comes Alive! con el que consiguió el Disco de Platino. Aquella versión fue un éxito y obtuvo gran acogida entre el público. En cuanto al listado de ventas, alcanzó el decimosegundo puesto del U.S. Billboard Hot 100 Chart.

## Posiciones
| Posiciones (1975-1976)                       | Puesto |
| -------------------------------------------- | ------ |
| Brasil (IBOPE)                               | 8      |
| Canadá (RPM)                                 | 3      |
| Irlanda (IRMA)                               | 14     |
| Nueva Zelanda (RIANZ)                        | 27     |
| Reino Unido (The Official UK Charts Company) | 43     |
| Estados Unidos Billboard Hot 100             | 12     |

## Versión
- En 1988, la banda estadounidense Will To Power grabó una versión tecnopop de "Baby, I Love Your Way" en popurrí con otro éxito de los años 70 "free bird" de  Lynyrd Skynyrd,  convirtiéndose en el mayor éxito del grupo, pasando una semana en el número 1 en el Billboard Hot 100. En 1994, el  grupo también estadounidense Big Mountain realizó una versión reggae con la que llegaron al sexto puesto del Hot 100 Chart en Estados Unidos y segundo en las listas británicas.[1] La pieza supuso el mayor éxito del grupo y lideró el Top 10 en varios países de Europa.[7][8][9][10][11][12][13] El sencillo formó parte de la banda sonora de la película Reality Bites en donde el personaje interpretado por Ben Stiller explica los orígenes de la canción de Frampton.